# Feodora von Dänemark
Prinzessin Feodora von Dänemark (* 3. Juli 1910 auf Jaegersborghus in Gentofte, Kopenhagen; † 17. März 1975 in Bückeburg) war ein Mitglied der dänischen Königsfamilie und damit Angehörige des Hauses Schleswig-Holstein-Sonderburg-Glücksburg, einer Nebenlinie des Hauses Oldenburg.
Ihr vollständiger Vorname lautete Feodora Louise Caroline Mathilde Viktoria Alexandra Frederikke Johanne. Nach ihrer Heirat trug sie den Familiennamen Prinzessin zu Schaumburg-Lippe.

## Herkunft

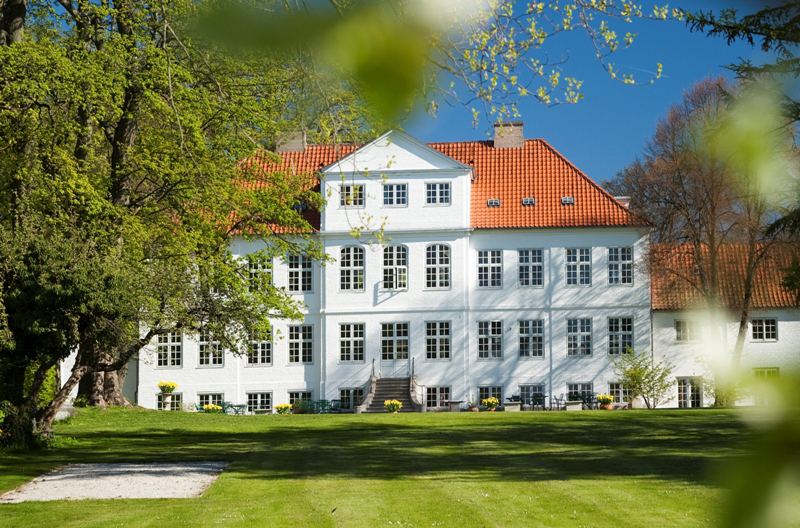
Prinzessin Feodoras Elternhaus Jægersborghus (heute Schæffergården)

Prinzessin Feodora war das erste Kind von Prinz Harald von Dänemark und seiner Frau Prinzessin Helena von Schleswig-Holstein-Sonderburg-Glücksburg. Ihre Großeltern väterlicherseits waren der dänische König Friedrich VIII. und Königin Louise.
Prinzessin Feodora hatte vier Geschwister. Ihre Schwester Caroline-Mathilde bildete mit ihrem Mann Prinz Knut ab 1947 das Thronfolgerpaar, bis 1953 eine Änderung der Thronfolgeregelung zugunsten der heute regierenden Königin Margrethe II. eintrat. Ihr Bruder Gorm war im Zweiten Weltkrieg Angehöriger der Danska brigaden (deutsch "Dänische Brigade"), die von Schweden aus Pläne für die Befreiung Dänemarks von der deutschen Besatzung schmiedete. Feodoras deutsche Mutter hingegen sympathisierte mit den Besatzern und wurde deshalb bei Kriegsende für zwei Jahre aus Dänemark verbannt.
Feodoras Familie lebte zunächst auf Jaegersborghus, einem Herrenhaus in der Kopenhagener Vorstadt Gentofte. Danach lebte die Familie in einer Julius-Bagger-Villa in Kopenhagen.

## Ehe und Leben in Deutschland
Prinzessin Feodora heiratete am 9. September 1937 auf Schloss Fredensborg Christian Prinz zu Schaumburg-Lippe. Christian entstammte der Náchoder Nebenlinie des Hauses Schaumburg-Lippe, der seit 1840 die Sekundogenitur-Fideikommiss-Herrschaft Nachod-Chwalkowitz gehörte. Seine Eltern waren Friedrich zu Schaumburg-Lippe und Prinzessin Louise von Dänemark, eine Schwester von Feodoras Vater Harald von Dänemark.
Aus der Ehe gingen vier Kinder hervor:
- Wilhelm Prinz zu Schaumburg-Lippe (* 19. August 1939)
- Waldemar Prinz zu Schaumburg-Lippe (* 19. Dezember 1940; † 11. August 2020)
- Marie Louise Prinzessin zu Schaumburg-Lippe (* 27. Dezember 1945)
- Harald Prinz zu Schaumburg-Lippe (* 27. März 1948)

Feodora lebte mit ihrer Familie in Deutschland. Für den Verlust der familiären Besitzungen in der Tschechoslowakei am Ende des Zweiten Weltkrieges erhielt Christian eine bescheidene Abfindung, von der er ein Unternehmen in Westdeutschland aufbaute. Er starb 1974. Prinzessin Feodora blieb bis zu ihrem Lebensende in Deutschland und starb 1975 in Bückeburg in Niedersachsen. Ihre beiden ältesten Söhne, die zweisprachig aufgewachsen waren, gingen nach dem Tod ihres Vaters nach Dänemark und nahmen dort berufliche Tätigkeiten auf.